# Mayo-Kebbi
A Mayo Kébbi folyó Közép- és Nyugat-Afrikában. 

## Jellemzői
A folyó  Csádban ered, innen nyugat felé folyik, a Bénoué folyóba. Mayo-Kébbi prefektúra Csádban a folyóról kapta a nevét. A Mayo Kébbi a fő vízforrása a Fianga-tónak, amelyen Kamerun és Csád osztozik.